# Illice angelus
Illice angelus är en fjärilsart som beskrevs av Dyar 1904. Illice angelus ingår i släktet Illice och familjen björnspinnare. Inga underarter finns listade i Catalogue of Life.